# Ерсеной
Ерсеной (рос. Эрсеной) — село у Веденському районі Чечні Російської Федерації.
Населення становить 460 осіб (2019). Входить до складу муніципального утворення Ерсенойське сільське поселення.

## Історія
Згідно із законом від 20 лютого 2009 року органом місцевого самоврядування є Ерсенойське сільське поселення.

## Населення
| 2002 | 2010 | 2012 | 2013 | 2014 | 2015 | 2016 |
| ---- | ---- | ---- | ---- | ---- | ---- | ---- |
| 302  | ↗420 | ↗423 | ↘422 | ↗427 | ↘425 | ↘419 |
| 2017 | 2018 | 2019 |      |      |      |      |
| ↗453 | ↗457 | ↗460 |      |      |      |      |